# Grand Bay-Westfield
Grand Bay-Westfield (engelska: Grand Bay–Westfield) är en ort i Kanada.   Den ligger i provinsen New Brunswick, i den sydöstra delen av landet, 700 km öster om huvudstaden Ottawa. Grand Bay-Westfield ligger 92 meter över havet och antalet invånare är 5 117.
Terrängen runt Grand Bay-Westfield är huvudsakligen platt, men åt nordväst är den kuperad. Terrängen runt Grand Bay-Westfield sluttar österut. Närmaste större samhälle är Saint John, 16,3 km sydost om Grand Bay-Westfield. 
I omgivningarna runt Grand Bay-Westfield växer i huvudsak blandskog. Runt Grand Bay-Westfield är det ganska tätbefolkat, med 144 invånare per kvadratkilometer.